# Parabunodactis inflexibilis
Parabunodactis inflexibilis är en havsanemonart som först beskrevs av Oscar Henrik Carlgren 1928.  Parabunodactis inflexibilis ingår i släktet Parabunodactis och familjen Actiniidae. Inga underarter finns listade i Catalogue of Life.